# 好塩基球
好塩基球（こうえんききゅう）とは、白血球の中で、普通染色の塩基性色素により暗紫色に染まる大型の顆粒（好塩基性顆粒）をもつものをいい、直径10～16μm。一般に好塩基球はウサギを除き、その数は少ない。正常のヒトで白血球の0.5%含まれている。この顆粒は、メチレンブルーやトルイジンブルーなどの塩基性色素の本来の色調である青色ではなく暗紫色に染まり、これを異染体という。

## 機能
好塩基球は、様々な炎症性反応に関わっており、特にアレルギー反応を起こすのに重要な役割を果たしている。
例えば、体表面に寄生する寄生虫（外部寄生虫）による感染箇所には、好塩基球が多く存在しており、感染とアレルギー反応の両方に関与している。
アナフィラキシーの誘導においても好塩基球は重要な役割を担っています。
細胞の表面にはIgEに結合するレセプター (FcεRI)が存在しており、IgEの結合した抗原に反応して、顆粒を放出する。
好塩基球の顆粒の中には、ヒスタミン、セロトニンなどの 血管作動性アミン、ヘパリンの血液凝固阻害、ヒアルロン酸の細胞接着分子である糖タンパク質が含まれている。
アレルギー反応の際には、このヒスタミンが放出され、アナフィラキシーショック・じんましん・気管支喘息などを引き起こすとされている。
また、IgE依存性の慢性アレルギー症状（抗原投与から3～4日をピークとする）において、炎症の誘導について中心的な役割を担っていると推定される。
そして好塩基球は、白血球の1％だけである。
そのほか、生体の免疫機能に関与していると考えられるが、はっきりとした存在意義は未だ研究途上である。

## リンク
- 免疫反応における好塩基球の役割の解明 - 東京医科歯科大学大学院医歯学総合研究科免疫アレルギー学分野